# Marcelo Goiano
Pour les articles homonymes, voir Marcelo.
Marcelo Augusto Ferreira Teixeira, plus communément appelé Marcelo Goiano, est un footballeur brésilien né le 13 octobre 1987 à Goiania. Il évolue au poste de défenseur latéral.

## Biographie

### En club
Il joue notamment au Sporting Braga, club dont il est le capitaine,.
Avec cette équipe, il atteint les quarts de finale de la Ligue Europa en 2016, en étant battu par le club ukrainien du Chakhtar Donetsk.

## Palmarès
Avec le Sporting Braga :
- Vainqueur de la Coupe du Portugal en 2016
- Finaliste de la Supercoupe du Portugal en 2016